# Рулет с маком
Руле́т с ма́ком — мучное кондитерское изделие в виде рулета, выпеченного из дрожжевого теста с маковой начинкой.
Приготовление начинки (макового теста) — зёрна мака распаривают кипятком, добавляют сахар и растирают в ступе, макитре или мясорубке. Полученную смесь слегка подсушивают и смешивают со взбитыми яйцами. Тесто приготавливают опарным способом. Раскатывают в пласт толщиной 4—6 мм и наносят на него слой начинки. Сворачивают рулоном, создавая от 3—4 до 6—8 слоёв мака. Расстаивают 1 час, смазывают яичным желтком, делают несколько проколов деревянной шпилькой (для выхода пара) и выпекают 25—30 минут при 200—220 °C.
Помимо русской кухни, распространён в польской (makowiec), кашубской (makówc), венгерской (bejgli, бывает также ореховый), словацкой (makovník), чешской (makový závin), австрийской (mohnkuchen, mohnstriezel), украинской (пирiг з маком, маківник), белорусской (макавы рулет), боснийской, хорватской и сербской (makovnjača), словенской (makova potica), румынской (cozonac cu mac), литовской (aguonų vyniotinis) и латвийской кухне (magonmaizite), а также в кухне восточноевропейских евреев (mohn bar). Особенно широко распространён в Средней полосе России и Московской области.
В Украине и России рулет с маком по традиции пекут на праздники: Рождество или Пасху. 